# ヴェラフロンス
ヴェラフロンス（Velafrons　"帆を持つ額"の意味）は白亜紀後期、現在のメキシコに生息していたランベオサウルス亜科のハドロサウルス類恐竜の属である。ほぼ幼体の完全頭骨と部分的な骨格が知られており、額には骨質のとさかがあった。化石はメキシコ、コアウイラ州リンコンコロラド近郊のセロ·デル·プエブロ累層（en）の上部白亜系カンパニア階（7200万年前）の地層から発見された。ホロタイプ標本はCPC-59でタイプ種はV. coahuilensisである。
ヴェラフロンスはコリトサウルスやヒパクロサウルスの幼体の標本にとてもよく似ており、Gatesらによる原記載論文での系統解析ではコリトサウルス族（corythosaurini）とされた。頭骨が他の属の同じ成長段階のものより大きく、成体でのとさかは小さいかあるいは成長パターンが異なるものであったか、もしくは成体のヴェラフロンスは他のランベオサウルス亜科の属より大きかった可能性がある。平均的なサイズより大きなものは、メキシコのハドロサウルス類であるKritosaurus sp.やLambeosaurus laticaudusにも見られる。他のハドロサウルス類と同じように草食動物であったようだ。

## 参照
1. ↑  Loewen, M.A., Sampson, S.D., Lund, E.K., Farke, A.A., Aguillón-Martínez, M.C., de Leon, C.A., Rodríguez-de la Rosa, R.A., Getty, M.A., Eberth, D.A., 2010, "Horned Dinosaurs (Ornithischia: Ceratopsidae) from the Upper Cretaceous (Campanian) Cerro del Pueblo Formation, Coahuila, Mexico", In: Michael J. Ryan, Brenda J. Chinnery-Allgeier, and David A. Eberth (eds), New Perspectives on Horned Dinosaurs: The Royal Tyrrell Museum Ceratopsian Symposium, Indiana University Press, 656 pp.
2. 1 2  Gates, Terry A.; Sampson, Scott D.; Delgado de Jesús, Carlos R.; Zanno, Lindsay E.; Eberth, David; Hernandez-Rivera, René; Aguillón Martínez, Martha C.; and Kirkland, James I. (2007). “Velafrons coahuilensis, a new lambeosaurine hadrosaurid (Dinosauria: Ornithopoda) from the Late Campanian Cerro del Pueblo Formation, Coahuila, Mexico”. Journal of Vertebrate Paleontology 27 (4):  917–930. doi:10.1671/0272-4634(2007)27[917:VCANLH]2.0.CO;2.
3. ↑  Horner, John R.; Weishampel, David B.; and Forster, Catherine A (2004). “Hadrosauridae”. In Weishampel, David B.; Dodson, Peter; and Osmólska, Halszka (eds.). The Dinosauria (2nd ed.). Berkeley: University of California Press. pp. 438–463. ISBN 0-520-24209-2